# 林仙泉

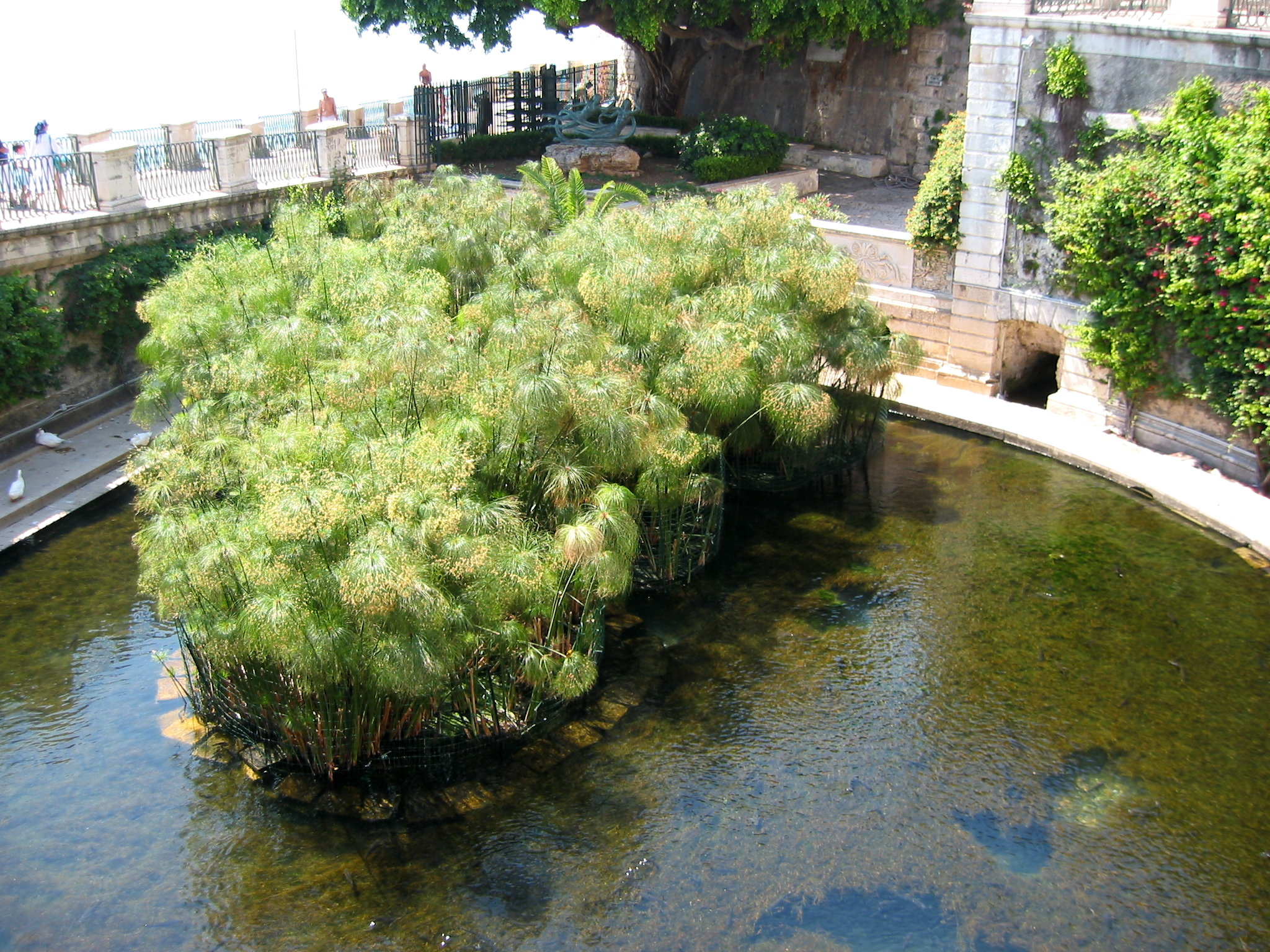
林仙泉

林仙泉（Fonte Aretusa）是意大利西西里岛东南部城市锡拉库萨的一个喷泉，位于奥提伽岛上。
这个喷泉在许多诗歌中都曾提及，例如约翰·弥尔顿的《利西达斯》（Lycidas）和亚历山大·蒲柏的《愚人志》（The Dunciad）。